# South Waverly
South Waverly es un borough ubicado en el condado de Bradford en el estado estadounidense de Pensilvania. En el año 2000 tenía una población de 987 habitantes y una densidad poblacional de 433 personas por km².

## Geografía
South Waverly se encuentra ubicado en las coordenadas 41°59′44″N 76°32′24″O / 41.99556, -76.54000.

## Demografía
Según la Oficina del Censo en 2007 los ingresos medios por hogar en la localidad eran de $41,375 y los ingresos medios por familia eran $48,125. Los hombres tenían unos ingresos medios de $32,875 frente a los $22,969 para las mujeres. La renta per cápita para la localidad era de $22,608. Alrededor del 9.6% de la población estaba por debajo del umbral de pobreza.